# 醫療用碘
碘為一種化學元素，依其形態不同，於醫學上有諸多用途。元素碘與碘伏為局部外用抗菌劑。非元素形態之碘，於人體生物學中，扮演基本營養素之角色（參見生物學中之碘）。含有碘的有機化合物，亦為X光影像中常用之碘化顯影劑。
給藥途徑有口服給藥、靜脈注射及皮下注射。
碘作為皮膚外用藥劑時，常見的副作用有不適及變色。建議居住於普遍缺乏碘地區的孕婦，要作碘補充，而在不缺乏碘的地區，則不建議額外攝入。碘為一種人體必需的稀有元素。
法國化學家貝爾納·庫爾圖瓦於1811年把碘自海藻中分離出，而瑞士醫生讓-弗朗索瓦·科因代特於1820年將碘的攝取量與甲狀腺腫大小程度間建立起關聯。碘最初被用作抗菌劑及治療甲狀腺腫之方式。
針對女性的研究顯示在母乳哺育期間使用碘化鈉對嬰兒的風險極低。
於世界衛生組織基本藥物標準清單中，包含以下型態之碘：
- 碘化鉀[11]:18,42,43
- 二胺碘顯影劑[11]:40
- 碘海醇[11]:40
- 碘托酸[11]:41
- 聚維酮碘[11]:41
- "碘" – 較為明確的名稱則為碘化油（英语：Iodized oil）

而在超過110個國家中，可購得含有非元素碘之食鹽 - 即含碘食鹽。

## 形式與配方

### 元素碘
當元素碘用作抗菌劑，可為元素形態，或為水溶性三碘陰離子，係透過將碘化物添加至難溶於水之元素碘中，於原位生成（逆向化學反應，使部分游離元素碘供消毒用）。
另一替代方案，碘可由碘伏製得，碘伏包含與增溶劑錯合之碘（碘離子可粗略視為三碘陰離子水溶液中之碘伏）。此類製劑之範例有：
- 碘酊：碘溶於乙醇，或碘與碘化鈉溶於乙醇及水之混合液。
- 盧戈氏碘液：碘與碘化物僅溶於水中，主要形成三碘陰離子。盧戈氏碘液之游離碘 (I2) 成分含量極微，與碘酊相異。
- 碘甘油：牙科用製備物。
- 聚維酮碘（一種碘伏）。
- 碘-V：碘 (I2) 與腐植質形成籠形複合物（於此主客體化學籠形複合物中，碘分子被腐植質"包覆"）。是一種水溶性、固態、穩定之結晶籠形複合物。碘-V與其他碘伏不同， 僅含有分子型態之碘 (I2)。[14]

碘抗菌作用迅速，於低濃度下即可發揮，因而會用於手術室中。其特定之運作機制仍未被充分了解。碘可滲透至微生物內部，並攻擊特定之胺基酸（如半胱氨酸及甲硫胺酸）、核苷酸及脂肪酸，最終導致細胞死亡。其亦具抗病毒作用，但對非脂質病毒及小病毒科的敏感度，低於對包膜病毒的。碘可能是攻擊包膜病毒之表面蛋白質，並可能透過與不飽和碳－碳鍵反應，而破壞膜脂肪酸之穩定性。

### 含碘鹽類
當碘作為營養素時，是以碘離子之型態進入細胞。海帶等食物中的碘元素，經常以碘化物形式存在。
碘化鉀是醫學上最常使用的碘鹽。低劑量的碘化鉀，以及更穩定的碘酸鉀，都是製造碘鹽的選擇。碘化鉀之飽和溶液用於治療急性甲狀腺功能亢進症。當碘-131這種同位素被用於非針對甲狀腺或甲狀腺類型組織的放射性藥品（例如碘苄胍）時，碘化鉀也被用來阻斷甲狀腺對碘-131的吸收。
碘-131（通常以碘化物之型態存在）為放射性落塵之成分，因為甲狀腺會大量吸收並長時間儲存碘，而碘-131的放射性半衰期僅有8天，而使得它對人體構成極大的威脅。因此可能暴露於輻射塵中環境放射性碘（碘-131）的民眾，會被指示服用非放射性碘化鉀錠。典型成人劑量為每24小時攝入130毫克錠劑，提供100毫克（10萬微克）的離子碘（正常健康之每日碘攝取量約為100微克）。攝取此大劑量非放射性碘，可最大程度減少甲狀腺對放射性碘的吸收。
碘化物鹽類於有機螯合物問世之前，曾用於口服方式，用於治療鉛中毒或汞中毒，例如由比利時醫生路易·梅爾森斯及眾多19世紀與20世紀初期醫師所大力推廣的療法。

### 有機碘化合物
碘為一種具有高電子密度及高原子序數之元素，其透過最內層電子之光電效應，吸收低於33.3千電子伏特（keV）之X射線。有機碘化合物經靜脈注射後可用作X射線顯影劑。此應用常與先進之X射線技術（如血管攝影及電腦斷層掃描）結合使用。目前，所有水溶性放射性顯影劑皆使用含碘化合物。
- 碘海醇（顯影劑）
- 二胺碘顯影劑（顯影劑）
- 碘托酸（顯影劑）
- 碘番酸（英语：Iopanoic acid）（顯影劑）

碘化油，係由植物油之脂肪酸醚酯與氫碘酸反應製成，為另一重要的有機碘製備物，是一種碘補充劑，偏遠社區的民眾經由每年口服一次，以預防地域性甲狀腺腫。碘化油亦用作非水溶性放射性顯影劑。
其他有機碘藥物包含：
- 胺碘酮，一種抗心律不整藥物。
- 碘化甘油，史上曾被用作黏液活性藥（祛痰劑）。[26]